# 竜馬の妻とその夫と愛人
『竜馬の妻とその夫と愛人』（りょうまのつまとそのおっととあいじん）は、三谷幸喜の作による舞台作品。2000年に劇団東京ヴォードヴィルショーの第55回公演として、山田和也の演出により本多劇場で初演された。2005年にも同劇団で再演され、2006年にはニューヨークでの公演も行われている。2002年に市川準監督により映画化された。

## ストーリー
明治13年の夏の午後。坂本竜馬の13回忌に招くべく、新政府の役人菅野覚兵衛が竜馬の元妻のおりょうを横須賀観念寺裏長屋に訪ねる。だが、おりょうは的屋の西村松兵衛と結婚してみすぼらしい生活を送っていたばかりか、竜馬によく似た愛人の虎蔵と駆け落ちしようと計画していた……。

## キャスト（初演）
- 西村松兵衛：平田満
- 菅野覚兵衛：佐藤B作
- おりょう：あめくみちこ
- 虎蔵：佐渡稔

## キャスト（2000年10月31日のみ）
- 西村松兵衛：大森ヒロシ
- 菅野覚兵衛：まいど豊
- おりょう：小林美江
- 虎蔵：能見達也

## 映画
舞台を鑑賞した市川準監督の希望で2002年に映画化された。
第7回釜山国際映画祭招待作品。2003年第5回台北映画祭オープニング上映。

### キャスト
- 西村松兵衛：木梨憲武
- 菅野覚兵衛：中井貴一
- おりょう：鈴木京香
- 虎蔵：江口洋介
- 勝海舟：橋爪功
- 坂本竜馬：トータス松本
- きみえ：小林聡美
- 椿屋の店主：梅津栄
- 谷干城：嶋田久作
- 佐々木高行：康すおん
- 吉井友実：多田亮三
- お爺さん：鮎川浩
- 腰の悪いおばあさん：森康子
- 按摩：荒川良々
- 椿屋の女給：北川智子
- 姉：玄覚悠子
- 妹：東山麻美
- 長屋の住人：三谷幸喜

### スタッフ
- 監督：市川準
- 原作・脚本：三谷幸喜
- 音楽：谷川賢作
- 企画：鍋島壽夫
- 製作者：富山省吾
- プロデューサー：市川南、前田光治
- エグゼクティブプロデューサー：森知貴秀
- アソシエイトプロデューサー：春名慶
- サウンドエンジニア：多良政司
- 撮影：小林達比古
- 美術：山口修
- 照明：中須岳士
- 録音：橋本泰夫
- 編集：三條知生
- スクリプター：高橋美穂
- 助監督：井上文雄、五十嵐昭徳、岡元洋
- 殺陣：二家本辰己
- 音響効果：伊藤進一
  - 助手：小川広美
- スタイリスト：下田眞知子
- ビジュアルエフェクト：小川利弘
- ロケ協力：水海道市
- 衣装制作：東宝コスチューム
- 編集所：にっかつ撮影所
- 音響制作：東宝サウンドスタジオ
- 音響効果制作：カモメファン
- 音楽制作：東宝ミュージック
- 現像：東京現像所
- スタジオ：東宝スタジオ
- 映像制作：東宝映像美術
- 制作プロダクション：東宝映画
- 製作：東宝、博報堂
- 配給：東宝

### 受賞歴
- 第15回日刊スポーツ映画大賞・石原裕次郎賞主演女優賞（鈴木京香）[2]